# Augusto Volpini
Augusto Volpini (Livorno, 1832 – 1911 o 1923) è stato un pittore italiano.

## Biografia
Si formò inizialmente con il pittore livornese Giovanni Bartolena e si dedicò principalmente alla pittura di genere e ai ritratti. Tra le sue opere: Varietà, Sognare ad occhi aperti, e Il colpo di grazia. Nel 1886 curò l'organizzazione della prima esposizione di belle arti a Livorno, dove espose Una mosca simpatica. Alle Promotrici di Firenze espose nel 1886 Studio, nel 1887 Odalisca e nel 1889 Povera madre! e un Ritratto di Carlotta Cordarf. Divenne professore e curatore dell'Accademia locale.